# 나카노 마나미
나카노 마나미(일본어: 中野 真奈美, 1986년 8월 30일 ~ )는 일본의 여자 축구 선수이다.

## 국가대표팀 경력
그녀는 2010년 1월 13일 덴마크과의 경기에서 일본 국가대표팀에 데뷔했다. 2010년 동아시아 축구 선수권 대회 우승, 2010년 아시안 게임 금메달 획득에 기여했다. 그녀는 2013년까지 국제 A매치 통산 12경기에 출전, 2득점을 넣었다.

## 통계
| 일본 | 일본 | 일본 |
| 연도 | 출전 | 득점 |
| ---- | ---- | ---- |
| 2010 | 10   | 2    |
| 2011 | 0    | 0    |
| 2012 | 1    | 0    |
| 2013 | 1    | 0    |
| 통산 | 12   | 2    |